# Sestiere di Porta Romana
Il sestiere di Porta Romana è uno dei sei sestieri in cui era anticamente divisa la città di Milano limitatamente ai confini del moderno centro storico, che è delimitato dalla Cerchia dei Navigli, ovvero dal tracciato delle mura medievali di Milano, di cui la Cerchia costituiva originariamente il fossato difensivo. Prende il nome dall'antica Porta Romana medievale.

## Storia
Questo sestiere deriva il nome da Porta Romana medievale, che a sua volta prende la denominazione dalla precedente Porta Romana romana. Porta Romana romana fu costruita durante il periodo repubblicano dell'epoca romana ed era ricavata nella cinta delle mura romane di Milano. Venne fatta presumibilmente erigere, insieme alle mura, da Ottaviano dopo l'assunzione di Mediolanum al rango di municipium nell'anno 49 a.C..
Da Porta Romana dipartiva l'arteria stradale che, attraverso Laus Pompeia (Lodi) e Acerrae (Pizzighettone) portava a Placentia (Piacenza) e quindi poi a Roma, da cui il nome della porta. 
Poi in epoca medievale, con la costruzione delle nuove mura cittadine, più esterne quelle precedenti, "Porta Romana" venne spostata, seguendo la direttrice della strada lungo cui sorgeva, più esternamente, lungo il nuovo vallo difensivo. Sorte analoga ebbe Porta Romana spagnola che venne eretta, analogamente, lungo le mura spagnole di Milano, che sostituirono quelle medievali.
I cronisti sono tutti concordi sul fatto che lo stemma del sestiere di Porta Romana sia sempre stato interamente rosso. Bonvesin de la Riva scrisse:
(Bonvesin de la Riva)
Galvano Fiamma riporta che:
(Galvano Fiamma)
Bernardino Corio invece riporta che:
(Bernardino Corio)
Il disegno dello stemma di Porta Romana riportato sul Codice Cremosano, oltre all'uniforme colore rosso, presenta una bordatura d'argento.

## Le contrade
Il sestiere di Porta Romana era a sua volta suddiviso in cinque contrade:
| Contrada                      | Stemma | Blasonatura dello stemma |
| ----------------------------- | ------ | --- |
| Nobile Contrada della Cicogna |        | Vessillo d'azzurro alla cicogna d'argento allumata di rosso, imbeccata e membrata dello stesso                                                                                    |
| Contrada del Falcone          |        | Vessillo d'argento al sinistrocherio inguantato d'oro e alla manopola di rosso sorreggente un falcone con le ali piegate al naturale, legato alla zampa sinistra con nastro rosso |
| Contrada del Fieno            |        | Vessillo d'azzurro ai tre monticelli di fieno al naturale e terrazzati di verde, uno accanto all'altro                                                                            |
| Contrada del Brolo            |        | Vessillo palato di rosso e d'oro, ciascun palo caricato di una rosa da uno all'altro                                                                                              |
| Contrada delle Capre          |        | Vessillo d'oro alla capra saliente di nero |